# Rapport Palmer
Pour les articles homonymes, voir Palmer.
Le rapport Palmer est le résultat de l’enquête sur l'abordage de la flottille pour Gaza du 30 mai 2010 menée à la demande du secrétaire général des Nations unies, Ban Ki-moon le 2 août 2010 par une commission de quatre membres présidée par l'ancien Premier ministre de Nouvelle-Zélande, Geoffrey Palmer assisté par Álvaro Uribe, président colombien sortant, comme vice-président, comprenant un représentant d'Israël, Joseph Ciechanover Itzhar et Süleyman Özdem Sanberk pour la Turquie.

## Contenu du rapport
Le rapport qui a été publié le 2 septembre 2011 conclut que le blocus israélien de la bande de Gaza est légal mais, en référence à l'abordage, estime que « la décision d'Israël de prendre le contrôle des bateaux avec une telle force à grande distance de la zone du blocus et sans mise en garde préalable était excessive et déraisonnable ». La commission note toutefois que « [les soldats de] l'armée israélienne ont été accueillis par une résistance organisée et violente d'un groupe de passagers » durant l'arraisonnement du Mavi Marmara et que « l'usage de la force était nécessaire à des fins de légitime défense » mais également que « les pertes de vie et les blessures résultant de l'usage de la force par les forces israéliennes lors de la prise de contrôle du Mavi Marmara étai[en]t inacceptable[s] » tout en considérant que les militants à bord des six bateaux de la flottille avaient « agi de façon imprudente en essayant de forcer le blocus naval »,,,.

### Conclusions concernant le blocus maritime de Gaza
Au mois de juillet 2011, le rapport Palmer de l'ONU, se fondant sur l'article 51 de la Charte des Nations unies qui formule une exception au principe de la liberté de la navigation au nom du principe de légitime défense - après avoir entendu les conclusions des rapporteurs turcs et israéliens - a déclaré légal le blocus naval de Gaza en ces termes :
L'article 71 mentionne qu'Israël « a fait face et continue de faire face à une menace réelle pour sa sécurité » du fait d'attaques des organisations islamistes de Gaza depuis 2001 et que « plus de 5000 roquettes, missiles et obus de mortiers ont été tirés entre 2005 et janvier 2009 », tirs ayant causé la mort de 25 personnes et faisant des centaines de blessés, la sophistication croissante des armes utilisées par ces organisations pouvant mettre en péril Tel-Aviv et sa région. Ces attaques ayant été régulièrement condamnées par la communauté internationale du fait « des dommages à la population d'Israël ». La commission a considéré par conséquent qu'il « semble assez évident que faire cesser ces actes de violence était une mesure nécessaire qu’Israël devait prendre afin de se défendre et protéger sa population » tout en notant que les « mesures prises par Israël ont eu à leur tour de graves répercussions sur la population civile à Gaza.»
L'article 72 mentionne que le panel entérine les conclusions du rapport de la commission d’enquête israélienne qui a déterminé que « le blocus de Gaza était une mesure nécessaire afin de défendre son territoire et sa population » et qu'il a été conçu afin d’empêcher l'approvisionnement de Gaza en armes par voie maritime ou des attaques lancées depuis la mer, notant « qu'il y a eu plusieurs cas de navires transportant des armes vers Gaza ayant été interceptés par les autorités israéliennes ».
« 82. Le principe fondamental de la liberté de la navigation en haute mer est sujet à un nombre limité d’exceptions en droit international. Israël fait face à une véritable menace contre sa sécurité de la part des groupes militant de Gaza. Le blocus naval a été imposé comme une mesure de sécurité légitime afin de prévenir l’accès des armes à Gaza par voie maritime et sa mise en place est conforme au droit international ».
Au soutien de la légalité du blocus maritime de Gaza, le rapport Palmer relève, notamment que :
- Gaza ne dispose d'aucune installation portuaire capable de recevoir la quantité de marchandise, de vivres et d'aide nécessaire à la survie de 1,5 million d'habitants et n'a jamais servi qu'aux bateaux de pêche, en sorte que le blocus maritime ne saurait être considéré comme une punition collective privant la population d'une part significative de biens essentiels,
- le rapport note que des biens humanitaires éventuels à bord des navires pouvaient être débarqués au port d'Ashdod, adjacent à Gaza et acheminés par voie terrestre, ce mode principal d'accès des biens et marchandises par voie maritime puis terrestre a été offert à la flottille du 31 mai 2010, qui l'a décliné.

### Conclusions concernant la flottille
La commission a considéré dans son article 85 que la majorité des participants à la flottille « étaient sincèrement motivés par un souci véritable pour la population de Gaza », cependant dans son article 86 elle « met sérieusement en doute la vraie nature et les objectifs des organisateurs de la flottille » elle note en particulier que parmi les ONG impliquées dans son organisation, İnsani Yardım Vakfı (IHH) propriétaire du Mavi Marmara et du Gazze serait « soupçonnée d'apporter son soutien au Hamas qui contrôle la bande de Gaza mais qu'aucune preuve suffisante permet de confirmer cette accusation ». 
Par ailleurs dans l'article 89, la commission émet des réserves quant à la mission purement humanitaire de cette flottille telle qu’alléguée par ses organisateurs, elle note qu'« il est difficile de comprendre pourquoi tant de passagers [700] ont été embarqués et dans quel but » et que « la qualité et la valeur de la plupart des biens humanitaires à bord des navires était discutable », elle note aussi « qu'il y avait bien quelques produits alimentaires et de biens médicaux à bord du Mavi Marmara, mais qu'il semble que ceux-ci étaient destinés au voyage » et que les « fournitures humanitaires » se trouvaient être de la nourriture ou des jouets se trouvant dans les bagages des passagers. Cet état des choses a été aussi constaté sur deux autres navires, le Sfendoni et le Challenger. Elle considère aussi que « le nombre de journalistes embarqués sur les navires donne davantage de poids à la conclusion que le but premier de la flottille a été de générer de la publicité ». Le rapport mentionne dans son article 91,« il y avait parmi les passagers « un « noyau dur » d'environ 40 militants du IHH qui avaient un contrôle effectif sur le navire pendant le voyage et qui n'ont pas été soumis à des contrôles de sécurité quand ils sont montés à bord du Mavi Marmara à Istanbul ».
La commission termine ses conclusions concernant la flottille en notant que « Bien que les gens ont le droit d'exprimer leurs opinions politiques, la flottille a agi de façon imprudente en tentant de violer le blocus naval » elle considère aussi que bien que la majorité des participants n'avaient pas d'intentions violentes qu'il existe « de sérieuses questions sur la conduite, la vraie nature et les objectifs des organisateurs de la flottille, notamment l'IHH. »

### Conclusions concernant l'abordage du Mavi Marmara
La commission considère qu'Israël avait « le droit d'imposer le blocus naval et aussi en droit de l'appliquer ». Cependant les circonstances de son application, soulèvent de « graves et préoccupantes questions ». (art.104). Elle fait remarquer que bien qu'il ait été fait mention d'un accord diplomatique pour un déroutement de la flottille vers le port égyptien d'El Arish, il n'y a pas de preuves confirmant un tel accord, au contraire, il était notoire que la destination des navires était Gaza, pour autant la marine israélienne n'avait pas le droit d'ordonner un changement de cap alors que la flottille se trouvait dans les eaux internationales (art.105). Cependant la commission a considéré qu'il était raisonnable pour la marine israélienne de conclure que les navires se dirigeaient vers Gaza, ce qu'ils ont déclaré à plusieurs reprises, avec l'intention de violer le blocus. De ce fait une interception pouvait légalement prendre place en haute mer, éventuellement par la force en cas de résistance, mais de sérieuses questions se posent quant à savoir si la mise en œuvre de cette interception a été exécutée « de manière appropriée », l'abordage ayant été fait par surprise sans aucune sommation (art.109-110).
La commission souligne que les conclusions des commissions d’enquêtes turques et israéliennes sont « globalement conformes à la nature générale de l'opération d'abordage ». Les différences majeures entre les rapports concernent l'utilisation de tirs à balles réelles et la nature de la résistance rencontrée sur le Mavi Marmara, elle conclut que du fait que la flottille ne représentait pas une menace militaire directe pour Israël, la réaction israélienne, qui n'avait pas pris en compte une résistance violente a été excessive au regard de la situation. L'abordage a été une cause significative des conséquences qui s'ensuivirent. Des mesures d’avertissements claires avertissant d'une manière explicite que la force serait utilisée si les navires ne stoppaient pas et l'usage de tirs de semonces à titre dissuasif auraient dû être utilisés (art.113-115).
La commission conclut que l'opération aurait dû « être mieux planifiée et exécutée différemment », qu'il était prévisible que la manière dont l'abordage a été conduit « pourrait avoir provoqué la résistance physique de ceux à bord des navires » et que compte tenu de cette résistance, la marine israélienne aurait dû se retirer et de réévaluer ses options afin d’éviter les événements qui suivirent et il est « extrêmement regrettable que l'opération ait continué malgré les conséquences évidentes ». Elle rajoute que « la décision d'Israël de monter à bord des vaisseaux avec une force substantielle à une telle grande distance de la zone de blocus et sans un avertissement final juste avant l'embarquement a été excessive et déraisonnable » et que « des options non-violentes auraient dû être utilisées en première instance et avertir clairement au préalable que les navires seraient arraisonnés par la force afin de dissuader les passagers de s'engager dans le type de confrontation qui a eu lieu » ; par conséquent « l'opération aurait dû être réévaluée lors de la résistance à la tentative d'embarquement initiale est devenue évidente afin de minimiser les pertes »(art.116-117).
En conclusion des événements violents ayant eu lieu sur le Mavi Marmara durant l'abordage des forces israéliennes,(art.118-134) la commission considère que:
« Les soldats des Forces de défense israéliennes  ont fait face à une résistance significative, organisée et violente d'un groupe de passagers lorsqu'ils sont montés à bord du Mavi Marmara, ce qui a nécessité l'usage de la force afin d'assurer leur propre protection. Trois soldats ont été capturés, maltraités et mis en danger par ces passagers. Plusieurs autres ont été blessés. Les pertes de vie et les blessures résultant de l'usage de la force par les forces israéliennes lors de la prise de contrôle du Mavi Marmara sont inacceptables. Neuf passagers ont été tués et plusieurs autres grièvement blessés par les forces israéliennes. Aucune explication satisfaisante n'a été fournie à la commission par Israël concernant l'un des neuf décès.  Les preuves médico-légales montrent que la plupart des personnes décédées ont été touchées à plusieurs reprises, y compris dans le dos, ou à bout portant. »
La commission convient (art.135-145) « qu'un traitement médical approprié a été fourni aux blessés dès que les circonstances l'ont permis », mais note qu'il y eut « de mauvais traitements significatifs de passagers par les autorités israéliennes » après la prise de contrôle des vaisseaux jusqu'à leur expulsion. Cela comprenait « des mauvais traitements, harcèlement et intimidation » ainsi que la « confiscation injustifiée de biens et le refus d’accès à l'assistance consulaire en temps voulu ».

### Recommandations de la commission Palmer
- Tous les États concernés devraient se consulter directement et faire tous les efforts nécessaires pour éviter une répétition de l'incident.

- La liberté de navigation en haute mer est fondamentale, Israël se doit de tenir le blocus naval à un examen régulier, afin de déterminer s'il d'être nécessaire.

- Israël doit poursuivre ses efforts pour alléger ses restrictions sur le mouvement des biens et des personnes à destination et en provenance de Gaza, en vue de lever son blocus et d'alléger la situation humanitaire et économique intenable de la population civile. Ces mesures devraient être prises en conformité avec la résolution 1860 du Conseil de sécurité, dont tous les aspects doivent être mis en œuvre.

- Toutes les missions humanitaires souhaitant aider la population de Gaza doivent le faire par le biais des procédures établies et les passages frontaliers terrestres désignés en consultation avec le Gouvernement israélien et l'Autorité palestinienne.

- Tous les États doivent agir avec prudence et circonspection quant à l'imposition et l'application d'un blocus naval. Les normes établies par le droit international coutumier doivent être respectés et appliqués par toutes les parties concernées. Le Manuel de San Remo fournit une référence utile dans l'identification de ces règles.

- L'imposition d'un blocus naval comme action de légitime défense doit être signalé au Conseil de sécurité en vertu des procédures prévues par l'article 51 de la Charte des Nations unies. Cela permettra au Conseil de contrôler toute implications pour la paix et la sécurité internationales.

- Les États imposants un blocus naval doivent se conformer à leurs obligations à l'égard de la fourniture d'assistance humanitaire. Les missions humanitaires doivent agir en conformité avec les principes de neutralité, d'impartialité et d'humanité et de respect des mesures de sécurité en place. Des navires humanitaires doivent permettre une inspection, d'arrêter ou de changer de cap à la demande.

- Les tentatives de violation d'un blocus naval légalement imposé exposent les navires et ses passagers a une situation risquée. Lorsqu'un État se rend compte que ses citoyens ou des navires sous son pavillon ont l'intention de violer un blocus naval, il a la responsabilité de prendre des mesures préventives compatibles avec les droits et les libertés démocratiques pour les avertir des risques encourus et de s'efforcer de les dissuader de le faire.

- Les États mettant en application un blocus naval à l'encontre des navires non militaires, en particulier si grand nombre de passagers civils sont impliqués, doivent être circonspects dans l'utilisation de la force. Des efforts devront d'abord être fait pour arrêter les navires par des moyens non violents. L'usage de la force ne doit être utilisé que lorsque c'est absolument nécessaire avec le niveau minimum de force acceptable pour atteindre l'objectif légitime de maintenir le blocus. Des avertissements clairs doivent être donnés et exprimer de telle sorte que les navires soient conscients que la force pourrait être utilisée contre eux.

- Une déclaration appropriée de regret devrait être faite par Israël au sujet de l'incident à la lumière de ses conséquences.

- Israël devrait proposer le paiement d’indemnités aux familles des victimes décédées et des blessés, les fonds devraient être gérés par les deux gouvernements.

- La Turquie et Israël devraient rétablir des relations diplomatiques complètes dans l'intérêt de la stabilité au Moyen-Orient et de la sécurité internationales. La création d'une table ronde politique comme un forum pour un échange de vues pourrait aider à cette fin.

### Déclaration de M. Ciechanover
Israël émet des réserves concernant quelques éléments du rapport, mais apprécie que « le rapport souscrit à l'avis d'Israël que le « blocus naval était légal » », qu'il «a été imposé comme mesure de sécurité légitime pour empêcher que des armes soient acheminées à Gaza par la mer », que l'application du blocus « est « conforme aux exigences du droit international » et qu'Israël avait le « droit de contrôler et d'inspecter les navires et à les capturer s'ils se trouvaient en violation d'un blocus », y compris dans les eaux internationales. Le rapport a émis de sérieuses resserves sur « la conduite, la vraie nature et les objectifs des organisateurs de la flottille, notamment l'IHH », et note « qu'ils prévoyaient d'avance de résister violemment à toute tentative d'embarquement ». Israël considère la décision de forcer le blocus de Gaza comme un « acte dangereux et irresponsable, qui a inutilement accru le potentiel d'escalade. » Israël note également l'importance du soutien de la Commission aux positions israéliennes de longue date selon lesquelles « toutes les missions humanitaires souhaitant aider la population de Gaza doivent le faire par le biais des procédures établies et les passages frontaliers terrestres désignés en consultation avec le gouvernement israélien et l'Autorité palestinienne.». Israël conteste un usage «excessif et déraisonnable» de la force. Des preuves ont été fournies des avertissements répétés qui ont été donnés aux vaisseaux concernant son intention de monter à bord. Israël estime que la commission a sous-estimé les limitations opérationnelles qui ont déterminé le moment et la manière de l'arraisonnement des navires et la nécessité opérationnelle pour une prise de contrôle secrète afin de minimiser les chances de la résistance à bord.

Quant à l'action des soldats d'Israël, étant donné les conclusions du panel concernant la résistance qu'ils ont rencontrée lors de l'embarquement Mavi Marmara, il est clair que la vie des soldats était en danger immédiat. Par exemple, la commission note que « les soldats des Forces israéliennes de défense ont fait face à une résistance significative, organisée et violente d'un groupe de passagers quand ils sont montés à bord du Mavi Marmara. La commission a confirmé que des séquences vidéo ont montré que les passagers portaient des « gilets pare-balles et utilisaient des barres de métal, des frondes, des chaînes et des bâtons et que cette information soutient les comptes-rendus de la commission d’enquêtes israélienne sur la violence subie par les soldats de Tsahal. La commission a aussi confirmé que « deux soldats ont reçu des blessures par balle, trois soldats ont été capturés, maltraités, et mis en danger et que sept soldats ont été blessés par les passagers, dont certains grièvement. 

Compte tenu de ces circonstances, les soldats d'Israël ont manifestement agi en légitime défense et ont réagi de manière raisonnable, proportionnellement et avec retenue, y compris par l'utilisation d'armes non létales lorsque cela était faisable. Les conclusions sur les circonstances qui ont conduit à la mort de neuf personnes à bord du Mavi Marmara ne prend pas suffisamment en compte la complexité de ce qui était clairement une situation de combat chaotique. Dans une telle situation, reconstruire la chaîne exacte des événements est extrêmement difficile, voire impossible. Étant donné les combats au corps à corps qui ont clairement eu lieu à bord du navire, les blessures à bout portant en elles-mêmes ne démontrent pas que des fautes ont été commises par les soldats israéliens. Le traitement par Israël de centaines de participants à la suite de la prise de contrôle des navires était raisonnable et compatible avec les normes internationales. Le recours à certaines déclarations de passagers présentés dans le Rapport national turc comme une preuve d'actes répréhensibles est particulièrement problématique. Israël a soulevé de sérieuses réserves concernant la véracité et la crédibilité de certaines de ces déclarations.
Pourtant, Israël chérit l'histoire commune et des liens séculaires d'amitié solide et la coopération entre les peuples juif et turc et espère que les travaux de la commission au cours des derniers mois, aidera Israël et la Turquie à trouver un chemin de retour vers la coopération.

### Déclaration de M. Sanberk
J'exprime mon désaccord avec la présidence sur les questions suivantes contenues dans le rapport :
- La question de la légalité du blocus imposé à Gaza par Israël.
- Les actions de la flottille.
- Le Blocus naval en général.
- Annexe : Les principes juridiques internationaux applicables.

Ceci, pour les raisons suivantes :
- Sur l'aspect juridique du blocus, la Turquie et Israël ont présenté deux arguments opposés. Les autorités internationales juridiques sont divisées sur la question car elle est sans précédent, extrêmement complexe et le cadre juridique manque de codification. Toutefois, la présidence et son rapport s'associe pleinement à Israël et a catégoriquement rejeté les vues de l'autre, malgré le fait que les arguments juridiques présentés par la Turquie ont été soutenus par la grande majorité de la communauté internationale. Le bon sens et la conscience dicte que le blocus est illégal.

- Le Conseil des droits de l'homme de l'ONU a aussi conclut que le blocus était illégal. Le rapport de la mission d'enquête du Conseil des droits de l'homme de l'ONU a reçu une large approbation de ses États membres.

- la liberté et sécurité de la navigation en haute mer est une règle universellement acceptée du droit international. Il ne peut y avoir aucune exception à ce principe établi depuis longtemps sauf s'il y a une convergence de vues universelle.

- Les intentions des participants au convoi humanitaire international ont été humanitaires, reflétant les préoccupations de l'immense majorité de la communauté internationale. Ils ont été attaqués dans les eaux internationales. Ils ont résisté pour leur propre protection. Neuf civils ont été tués et plusieurs autres ont été blessés par les soldats israéliens. Une des victimes est toujours dans le coma. La preuve a été faite qu'au moins certaines des victimes avaient été tuées délibérément.

- La formulation du rapport n'est pas satisfaisante quant à la description de l'étendue réelle des atrocités que les victimes ont subies. Cela concerne l'ensemble de la maltraitance subie par les passagers par les soldats et les fonctionnaires israéliens.

- Compte tenu de ce qui précède, je rejette et me dissocie des passages et des paragraphes en question du rapport, comme elles se reflètent dans les paragraphes II, IV, V, VII des constatations contenues dans le résumé du rapport et les paragraphes II, IV, V, VII, VIII et IX des recommandations contenues dans le texte même. Les travaux de la commission au cours des derniers mois, aideront Israël et la Turquie à trouver le chemin de retour vers la coopération.

## Réactions favorables au rapport Palmer
Ban Ki-moon, secrétaire général des Nations unies a déclaré en réaction à la publication du rapport Palmer : « Mon seul souhait est qu'ils essayent d'améliorer leurs relations et fassent tout ce qu'ils peuvent pour mettre en œuvre les recommandations et conclusions du rapport de la commission.».
Le Premier ministre israélien Benjamin Netanyahou a déclaré que le rapport prouve que le blocus de Gaza est « justifié » et que la marine israélienne a eu raison d'intercepter les navires des activistes essayant de briser le blocus. « Israël a le droit de se défendre et nous n'avons pas besoin de s'excuser pour travailler à défendre nos enfants, nos citoyens et nos villes. » a-t-il dit dans une déclaration au conseil des ministres israélien. Suivant les recommandations du rapport, il a exprimé ses regrets pour la mort ses neuf militants turcs tués au cours de l'abordage du Mavi Marmara. Il a rajouté « J'espère que nous trouverons un moyen de surmonter le différend avec la Turquie ».

## Critiques du rapport
Différents experts des Nations unies, dont Olivier de Schutter (rapporteur spécial sur le droit à l'alimentation), Anand Grover (rapporteur spécial sur le droit à la santé), Catarina de Albuquerque (rapporteur spécial sur le droit à l'eau potable et l'assainissement), Magdalena Sepulveda Carmona (Rapporteur spécial sur l'extrême pauvreté et les droits humains) et Richard Falk (rapporteur spécial sur la situation des droits de l'homme dans les Territoires palestiniens occupés) ont fortement dénoncé les conclusions du rapport et estimé que celui-ci ne visait qu'à « réconcilier Israël et la Turquie ». Pour les experts, le blocus de Gaza imposé par Israël « constitue une violation flagrante du droit international et du droit humanitaire international », rappelant notamment qu'après quatre années de blocus les 2/3 des ménages de Gaza souffraient d'une situation de précarité alimentaire, et qu'il avait provoqué une détérioration des conditions sanitaires.
Le choix de nominer l'ancien président colombien Álvaro Uribe parmi la commission d’enquête officielle a suscité des critiques compte tenu de son propre passif en matière d'atteintes aux droits de l'homme. Les opposants à sa nomination évoquaient les déportations de millions de personnes opérées sous son régime, les exécutions de milliers de civils par l'armée colombienne sous prétexte de guerre contre les FARC et les nombreux assassinats de syndicalistes qui ont également caractérisé sa pratique du pouvoir. Par ailleurs, ils rappelaient la contribution apportée par Israël à l’État colombien dans la guerre de contre-guérilla, ce qui pourrait influencé l'ancien président à juger favorablement les actions de son ex-allié.
En réaction à la publication du rapport Palmer la Turquie a expulsé l'ambassadeur d'Israël et gelé sa coopération militaire avec l’État hébreu et déclare dans un communique de son ambassade à Washington qu'elle « engagera des poursuites en justice contre les soldats israéliens et tous les autres officiels responsables des crimes commis et mettra en œuvre ce sujet avec détermination » . Selon des images diffusées par la télévision turque, le président turc Abdullah Gül a déclaré « Le rapport est nul et non avenu pour nous ». Ahmet Davutoğlu, ministre des Affaires étrangères turc a annoncé la saisine de la Cour internationale de justice de la Haye « pour examiner [la légalité] du blocus mis en place par Israël sur Gaza ».
Le Hamas a jugé le rapport Palmer « injuste » et « déséquilibré », ce qui permettra à « l'occupant de se soustraire à ses responsabilités » a déclaré à l'AFP un porte-parole du Hamas .